# Cognomi siciliani
I cognomi siciliani riflettono le varie presenze succedutesi nel corso dei secoli in Sicilia: si riconoscono, pertanto, cognomi di origine latina, greca e bizantina, araba, normanna, germanica, italiana centro-settentrionale, albanese, spagnola e toponomica. Il cognome (in siciliano cugnomu o pidotu) trae spesso origine dal soprannome (nciùria o nciuriu o anche gnuria), al punto che sovente entrambi coesistono, in uno stesso luogo, rispettivamente in forma «italianizzata» e dialettale. La Sicilia è la regione italiana con la più alta percentuale di "popolazione autoctona": circa l'89,75% dei cognomi dell'isola, infatti, sarebbero nomi di famiglia siciliani.

## Frequenza
I venti cognomi più diffusi in Sicilia sono:
1. Russo
2. Messina
3. Caruso
4. Lombardo
5. Marino
6. Rizzo
7. Greco
8. Amato
9. Romano
10. Costa

1. Parisi
2. Puglisi
3. Bruno
4. Mauro
5. Vitale
6. Grasso
7. Salvatore
8. Bello
9. Bella
10. Presti

### Cognomi più diffusi per provincia
| Provincia     | Cognomi |
| ------------- | --- |
| Agrigento     | Alaimo (Alaimu), Amato (Amatu), Bono (Bonu), Burgio (Burgiu), Cacciatore (Cacciaturi), Costanza (Custanza), Greco (Grecu), Iacono (Jàcunu), Lauricella (Lauriceḍḍa), Licata (Licata), Lombardo (Lummartu), Marino (Marinu), Messina (Missina), Montalbano (Muntarbanu), Piazza (Chiazza), Rizzo (Rizzu), Russo (Russu, "rosso"), Sanfilippo (Sanfilippu), Tatano (Tatànu), Vaccaro (Vaccaru), Vella (Veḍḍa).                                                                                            |
| Caltanissetta | Alessi (Alesci Alesciu), Amico (Amicu), Anzalone (Anzaluni), Cammarata (Cammarata), Di Dio (Di Dìu), Falzone (Farzuni), Ferrara (Firrara), Lombardo (Lummartu), Mancuso (Mancusu), Marino (Marinu), Martorana (Marturana), Messina (Missina), Palermo (Palermu), Palumbo (Palummu), Riggi, Rizzo (Rizzu), Romano (Rumanu), Russo (Russu), Sorce (Surci), Tatano (Tatànu), Vella (Veḍḍa). |
| Catania       | Barbagallo (Barbajaḍḍu), Caruso (Carusu), Cavallaro (Cavaḍḍaru), Coco (Cocu, "cuoco"), Di Mauro (Di Mauru), Faro (Faru), Finocchiaro (Finucchiaru), Giuffrida (Guffrida, Juffrita), Grasso (Grassu; la g è muta), Leonardi (Lunardu), Maugeri (Mauceri), Messina (Missina), Nicolosi (Niculusi), Musumeci (Musumeci, Musmeci), Pappalardo (Pappalardu), Privitera (Privitera), Puglisi (Pugghisi), Pulvirenti (Purbirenti), Rapisarda (Rapisarda), Russo (Russu), Torrisi (Turrisi), Trovato (Truvatu). |
| Enna          | Arena (Arina, Rina), Bruno (Brunu), Calì (Calì), Cammarata (Cammarata), Catalano (Catalanu), Costa (Costa), Di Dio (Di Dìu), Di Marco (Di Marcu), Fiorenza (Ciurenza), Gagliano (Gagghianu), Giunta (Junta), Mancuso (Mancusu), Messina (Missina), Parisi (Parisi, "Parigi"), Rizzo (Rizzu), Romano (Rumanu), Russo (Russu), Sanfilippo (Sanfilippu), Trovato (Truvatu), Vitale (Vitali). |
| Messina       | Arena (Arina, Rina), Costa (Costa), Crisafulli, Cucinotta (Cucinotta), Donato (Dunatu), Fazio (Fazziu), Foti (Foti), Giorgianni (Giorgianni), La Rosa (La Rosa), Lombardo (Lummartu), Mangano (Mànganu), Messina (Missina), Parisi (''Parisi), Pino (Pinu), Puglisi (Pugghisi), Rizzo (Rizzu), Ruggeri (Ruggeri), Russo (Russu), Spadaro (Spataru), Torre (Turri). |
| Palermo       | Aiello (Ajeḍḍu), Amato (Amatu), Bruno (Brunu), Buscemi (Buscema), Caruso (Carusu), Catalano (Catalanu), Cusimano (Cusimanu, Cusmanu), Gambino (Gamminu, Jamminu), Giordano (Giurdanu, Jurdanu), Greco (Grecu), La Barbera (La Varbera), Lombardo (Lummartu), Macaluso (Macalusu), Marino (Marinu), Mazzola (Mazzola, "i mazzuoli"), Messina (Missina), Noto (Notu), Randazzo (Rannazzu), Rizzo (Rizzu), Romano (Rumanu), Russo (Russu), Vitale (Vitali).                                                |
| Ragusa        | Agosta (Agusta, "Augusta/Aosta"; la g è muta), Aprile (Aprili), Baglieri (Bagghieri), Barone (Baruni), Battaglia (Battagghia), Cappello (Capp(i) eḍḍu), Cascone (Cascuni), Corallo (Curaḍḍu), Criscione (Crisciuni), Distefano (Di Stèfanu), Frasca (Frasca), Giannone (Jannuni), Guastella (Guasteḍḍa, Vasteḍḍa), Gulino (Gulinu; la g è muta), Gurrieri (Gurr(i) eri), Iacono (Jàcunu), Licitra (Licitra), Modica (Mòdica), Occhipinti (Occhipinti), Tumino (Tùm(m) inu).                             |
| Siracusa      | Amato (Amatu), Amenta (Amenta, A Menta), Bottaro (Vuttaru), Calvo (Carvu), Campisi (Campisi), Caruso (Carusu), Cassia (Cassia), Di Mauro (Di Mauru), Di Pietro (Di Petru), Gallo (Gaḍḍu, Jaḍḍu), Garofalo (Garòfalu), Greco (Grecu), Leone (Liuni, Liguni), Lombardo (Lummartu), Magnano (Magnanu), Marino (Marinu), Messina (Missina), Rizza (Rizza), Romano (Rumanu), Russo (Russu), Tringali (Trìngali), Vinci (Vinci).                                                                              |
| Trapani       | Adamo (Adamu), Angileri (Ancileri), Asaro (Àsaru), Barraco (Varracu), Campo (Campu), Catalano (Catalanu), Coppola (Còppula), D'Angelo (D'Àncilu), Giacalone (Jacaluni), Genna (Genna), Lombardo (Lummartu), Maltese (Mautisi, Martisi), Marino (Marinu), Messina (Missina), Parrinello (Parrineḍḍu), Pellegrino (Piḍḍigrinu; la g è muta), Pipitone (Pipituni), Rallo (Raḍḍu), Rizzo (Rizzu), Russo (Russu).                                                                                            |

### Cognomi caratteristici per provincia
| Provincia     | Cognomi caratteristici |
| ------------- | --- |
| Agrigento     | Casà, Tuttolomondo, Interrante, Chianetta, Terrazzino, Scrudato, Inguanta, Craparo, Guardino, Schittone                            |
| Caltanissetta | Ascia, Comandatore, Pernaci, Duchetta, Curvà, Livrizzi, Nanfaro, Mantio, Scrudera, Rodoti                                          |
| Catania       | Rapisarda, Torrisi, Pulvirenti, Licciardello, Sorbello, Laudani, Santonocito, Tomarchio, Borzì, Mazzaglia                          |
| Enna          | Strazzanti, Amaradio, Baiunco, Patelmo, La Blunda, Orlando, D'Agristina, Bernunzo, Collerone, Truscia, Flammà                      |
| Messina       | Giorgianni, Impalà, Gugliandolo, Centorrino, Mangraviti, Pandolfino, Oriti, Mandanici, Cammaroto, Galipò                           |
| Palermo       | Conigliaro, Badalamenti, Scalici, Buttitta, Fricano, Schiera, Pitarresi, Mandalà, Schimmenti, Raccuglia, Schimenti                 |
| Ragusa        | Tumino, Licitra, Schembari, Firrincieli, Arrabito, Salemi, Di Quattro, Brugaletta, Giummarra, Schininà                             |
| Siracusa      | Tiralongo, Gibilisco, Mangiafico, Gionfriddo, Tuccitto, Pitruzzello, Liistro, Caligiore, Moscuzza, Spinali, Gallo, Stella, Bellomo |
| Trapani       | Angileri, Tumbarello, Ruggirello, Gancitano, Galfano, Culcasi, Passanante, Mezzapelle, Blunda, Sansica                             |

## Alcuni cognomi italianizzati, originari della Sicilia e famiglie stabilitesi in Sicilia
- Abate o Abbate o Abati
- Agnello
- Aiello o Ajello
- Alaimo o Alajmo
- Aleo
- Alessi o Ales
- Alfeo (origine greca = dialetto dorico)
- Amantia (origine greca)
- Amari
- Anastasi o Anastasi o Nastasi (origine greco-bizantina)
- Andaloro
- Anzalone
- Arculeo
- Ardizzone
- Asta
- Averna (origine normanna)
- Avola (dal toponimo omonimo)
- Avolio
- Balistreri
- Balsamo
- Barbato
- Bascio
- Baudo
- Bellomo
- Bonaccorso o Bonaccorsi
- Bonacore
- Boncore
- Bono
- Branciforte o Branciforti
- Bruschetta
- Burlesci
- Busacca
- Buscema o Buscemi
- Buscio
- Burgarella
- Buzzanca
- Cafaro o Cafari
- Cafeo (origine greca = dialetto dorico)
- Calà (origine greca)
- Calascibetta (dal toponimo omonimo)
- Calatabiano o Caltabiano (dal toponimo omonimo)
- Camarda
- Cammarata
- Cammareri
- Camuglia (origine greca)
- Candela
- Cangemi
- Cannizzaro
- Cantavenera
- Carbonaro
- Carfi
- Carini (dal toponimo omonimo)
- Castrofilippo (dal toponimo omonimo)
- Catanese (etnico di Catania)
- Catania (dal toponimo omonimo)
- Cavallaro
- Ceffalia o Cefalia
- Ciaramitaro
- Cinqueonce, Cinconze, Cinquoncie, Cinquonci, Cinqueoncie (primi documenti a Randazzo, Cincunzi)
- Cipolla
- Civilleri
- Cocuzza
- Comandé
- Condorelli
- Consoli
- Corpaci
- Corsello
- Costantino o Costantini (origine latina e bizantina)
- Crapanzano
- Craxi
- Cucci o Cuccia (origine greca/albanese)
- Cusumano o Gusmano (da Guzman, origine spagnola)
- D'Agata o Agata o Agati (patronimico)
- De Gregorio o Gregorio (patronimico)
- Di Chiara
- Distefano o Di Stefano (patronimico)
- Di Liberto o Liberto o Liberti (patronimico)
- Di Martino o Martino o Martini (patronimico)
- Di Modica o Modica (dal toponimo omonimo)
- Di Noto
- Di Rosa (patronimico)
- Di Salvo o Salvo (patronimico)
- Errera (da Herrera, origine spagnola)
- Falzone
- Farinella
- Favarotta
- Feo (ipocoristico di Maffeo)
- Ferrante
- Filingeri
- Fisichella
- Furnari
- Galfano
- Gallo
- Gambino
- Gatto (di origine franca dall'antico consortile di Acquosana)
- Geremia o Geremei (origine franca da Bologna)
- Giacalone
- Giambarresi
- Giglia
- Grafeo o Grafei (origine greca = dialetto dorico)
- Griffeo o Griffei (origine greca = dialetto dorico)
- Grisafi (origine greca)
- Gutterez (origine spagnola)
- Guzzetta
- Laganà (origine greca)
- La Greca o Greca o Lo Greco o Greco (etnico di rito greco-bizantino)
- Landolina (origine normanna)
- Lanza o Lanzi (origine germanica)
- La Licata o Licata (dal toponimo omonimo)
- La Mantìa o Mantìa (origine greca)
- La Mattina o Mattina
- La Pica
- La Rosa
- Lentini
- Leonardi
- Leonforte (dal toponimo omonimo)
- Leotta o Liotta o Liotto o Liotti
- Leto
- Linares (origine spagnola)
- Lo Cascio o Cascio (patronimico)
- Lo Curto (origine catalana)
- Lo Iacono
- Longo
- Lucchese
- Lucia (origine normanna)
- Lugarà (origine greca)
- Lugaro
- Macaluso
- Mafara
- Maffa (variante di Maffeo)
- Maffeo o Maffei (origine greca = dialetto dorico di Sicilia: dal nome greco Μαθθαιος - Maththaios)
- Manali
- Manara (origine greca)
- Mancuso
- Mandica (origine greca)
- Manganaro (origine greca)
- Mangano
- Maniscalco o Maniscalchi
- Mannino
- Marchica
- Marfia o Marfeo o Marfei (origine greca = dialetto dorico)
- Marino
- Martinez (origine spagnola)
- Masseo o Massei (origine greca)
- Matranga o Matraxia (forse dall'isola di Mathraki)
- Maugeri (dal toponimo omonimo)
- Mazzeo o Mazzei (dal toponimo omonimo di Messina di etimologia greca)
- Mazzone
- Messineo (dal toponimo di Messina di etimologia greca)
- Messinese (etnico di Messina)
- Migliaccio
- Militello (dal toponimo omonimo)
- Mineo (dal toponimo omonimo)
- Mistretta (dal toponimo omonimo)
- Modica (dal toponimo omonimo)
- Mollica
- Moncada (origine catalana)
- Monreale
- Montana
- Montaperto (origine normanna)
- Morello
- Morfeo o Morfei (origine greca = dialetto dorico)
- Morreale
- Mufari
- Munafò
- Musacchia
- Musante
- Muscolino
- Musillami (origine araba)
- Musmeci (variante di Acireale di Musumeci)
- Natale
- Nicoloso o Nicolosi (dal toponimo omonimo di etimologia greca)
- Nicosia (dal toponimo omonimo di etimologia greca)
- Nicotra (origine greca)
- Noto (dal toponimo omonimo)
- Orfeo (origine greca = dialetto dorico)
- Orlando (dal toponimo Capo d'Orlando)
- Pacino
- Palermo (dal toponimo omonimo)
- Palizzi (origine normanna)
- Palmieri
- Parrino
- Pasqualino
- Passantino
- Patanè
- Paternò (dal toponimo omonimo)
- Patti (dal toponimo omonimo di origine greca)
- Pecoraro (origine greco-bizantina)
- Pennese o Pennisi
- Pennino
- Pennoni
- Pennuto
- Perrone
- Petix e Petyx
- Petta o Peta
- Petrotta
- Pirrone
- Pizzuto
- Platanìa
- Polizzi (dal toponimo Polizzi Generosa)
- Pollari
- Polifemo
- Prestia
- Prestigiacomo
- Puleo
- Puma
- Pungello
- Pusateri
- Raccuglia
- Raciti
- Ragusa (dal toponimo omonimo)
- Rampulla
- Rapisarda
- Renda
- Restifo
- Ricciardo
- Riggio
- Rizza
- Rizzo
- Rizzuto
- Ruggero o Ruggeri (origine germanica)
- Russo
- Sala
- Salemi
- Santagati (origine greca)
- Scafidi o Scaffidi
- Scaglione (origine normanna)
- Scalavino
- Scalìa
- Scalisi
- Schirò
- Sciacca
- Scilipoti
- Scimemi (origine aragonese o catalana, da Ximenis o Ximemis)
- Sciortino
- Sciuto
- Scuderi
- Seddio (origine araba, da Sidi o Siddiqui)
- Sicari
- Sicuso
- Sidoti
- Siracusa o Siragusa (dal toponimo omonimo)
- Sollima
- Sortino (dal toponimo omonimo)
- Spadaro o Spataro
- Sparacino
- Sparacio
- Sparta o Spartà (origine greca)
- Spata
- Stallone
- Stella
- Sturniolo
- Susino
- Sutera
- Tamburino
- Taibi
- Taormina (dal toponimo omonimo)
- Tarzia
- Teri
- Todaro
- Torrisi
- Totaro
- Trizzino
- Tusa (dal toponimo omonimo)
- Vaccaro o Vaccari
- Valenza (origine catalana, dal toponimo Valencia)
- Vallone
- Vasile
- Vassallo (origine greca)
- Vasta
- Vitellaro
- Zappalà (origine araba)
- Zichittella (origine araba)
- Zolea
- Zummo